# Eupithecia nevadata
Eupithecia nevadata är en fjärilsart som beskrevs av Alpheus Spring Packard 1871. Eupithecia nevadata ingår i släktet Eupithecia och familjen mätare. Inga underarter finns listade i Catalogue of Life.